# The Big Bang
The Big Bang je sedmé album amerického rapera Busta Rhymese, ale první u labelu Aftermath. Vyšlo v roce 2006, dostalo se na 1. místo amerického žebříčku The Billboard 200 a jako hosté se na něm objevili: Q-Tip, Marsha, Missy Elliott, Swizz Beatz, Stevie Wonder, Rick James, Chauncey Black, Raekwon, Kelis, Will.I.Am, Nas, Mr. Porter a LaToiya Williams. Deska získala zlaté ocenění RIAA.

## Seznam skladeb
1. Get You Some – 3:45
2. Touch It – 3:34
3. How We Do It Over There – 3:36
4. New York Shit – 3:01
5. Been Through The Storm – 4:06
6. In The Ghetto – 3:53
7. Cocaina – 3:32
8. You Can't Hold The Torch – 3:39
9. Goldmine – 3:45
10. I Love My Bitch – 3:47
11. Don't Get Carried Away – 3:30
12. They're Out To Get Me – 5:02
13. Get Down – 3:40
14. I'll Do It All – 5:02
15. Legend Of The Fall Offs – 4:40

## Singly
- I Love My Bitch
- Touch It
- New York Shit
- In The Ghetto